# Haakon County
Haakon County är ett administrativt område i delstaten South Dakota, USA, med 1 937 invånare. Den administrativa huvudorten (county seat) är Philip. Enligt United States Census Bureau så har countyt en total area på 4 732 km². 4 696 km² av den arean är land och 37 km² är vatten. 

## Angränsande countyn
- Ziebach County, South Dakota - nord
- Stanley County, South Dakota - öst
- Jones County, South Dakota - sydost
- Jackson County, South Dakota - syd
- Pennington County, South Dakota - väst